# Наим Сюлейманоглу
Наим Сюлейманоглу (на турски: Naim Süleymanoğlu) е български и турски щангист. Той печели три олимпийски титли, става седем пъти световен шампион и подобрява 46 пъти световни рекорди във вдигането на тежести.

## Ранни години и кариера в България
Наим Сюлейманов е роден на 23 януари 1967 година в семейство на български турци в село Птичар, Момчилградско. Започва да тренира вдигане на тежести от ранна възраст – едва на 10 години. Още през септември 1977 година е записан в  полуспортен пансион в Кърджали с треньор Енвер Толумов. Иначе негов откривател в Момчилград е Халми Пекюнлю. Именно той го препоръчва на Толумов. Две години по-късно продължава обучението си в спортното училище в Пловдив.
Успехите му започват през 1982 година, когато още ненавършил 15 години става световен шампион за юноши до 20 години в Сао Пауло, побеждавайки в категория 52 кг своя приятел и съотборник Нено Терзийски. България печели на това първенство 8 титли, а треньор на отбора е Слави Канелов. След това първенство Наим е викнат в мъжкия отбор, начело с легендарния Иван Абаджиев, треньор №1 на България за ХХ век. През 1983 година за пръв път подобрява световен рекорд за мъже - на турнира в Алентаун, Пенсилвания, САЩ, валиден за Световната купа. На световното за мъже в Москва същата година Наим остава втори след Оксен Мирзоян от СССР. Краят на 1983-а също е много силен за Наим. Той поставя три световни рекорда на международния турнир Rekord-Meeting в Лангбадзее, Австрия. България участва с четирима щангисти на този турнир, като и четиримата стават шампиони - Наим Сюлейманов (56 кг), Стефан Топуров (60 кг), Здравко Стоичков (75 кг), Антонио Кръстев (над 110 кг). Отборът ни е воден от Йордан Иванов на това състезание. На следващата година Наим няма възможност да вземе участие в Олимпиадата в Лос Анджелис, тъй като тя е бойкотирана от България и други съюзници на Съветския съюз. Той обаче става европейски шампион във Витория, Испания, и е победител в най-силния турнир в света за 1984 година – „Дружба-1984“ във Варна, на който са поставени общо 30 световни рекорда. Наим печели и Световната купа в Сараево същата година.
По време на т. нар. Възродителен процес името му е променено на Наум Шаламанов. През 1985 година става европейски шампион в Катовице, Полша, и световен в Сьодертале, Швеция. Печели и Световната купа в Монте-Карло. През 1986 г. става европейски шампион в Карл-Маркс-Щат (сегашен Кемниц), световен в София и носител на Световната купа в Мелбърн. За България Наим печели две световни титли за мъже и една за юноши, става три пъти европейски шампион и три пъти носител на Световната купа. Три пъти, докато се състезава за България, е определян за щангист № 1 в света. За България поставя 57 световни рекорда – 26 за мъже и 31 за юноши. Наим поставя 24 световни рекорда (общо за мъже и юноши) само в рамките на една година. Това се случва през 1984 година.
Наим е два пъти шампион на България за мъже – през 1984 година от първенството във Варна в кат. 60 кг и през 1986 година от това в Кърджали, пак при 60-килограмовите. Шампион е на България за юноши старша възраст в кат. 52 кг през 1982 година от шампионата в Пазарджик. Има и една титла на страната за юноши младша възраст. Тя е постигната през 1981 година в кат. 44 кг на първенството в Силистра. През 1986 година, докато отбива военната си служба, Наим се състезава за ЦСКА на отборното първенство на България и помага на тима да спечели титлата. Това е единственият турнир, на който Наим се състезава за различен от Арда Кърджали клуб, докато е в България.
През 1984 година става втори в анкетата „Спортист на годината“ на България след лекоатлетката Людмила Андонова, шампионка на алтернативните олимпийски игри „Дружба-1984“ в Москва. Втори е в анкетата и през 1985 година след победителката във финала за Световната купа в Канбера 1985 г. Стефка Костадинова .

## Бягство и кариера в Турция
На състезанията за Световната купа в Мелбърн през 1986 година, след като спечелва златен медал, по време на турнира Наум успява да избяга от българската делегация чрез подкрепата на Турското разузнаване МИТ и организацията „Сивите Вълци“. Отклонява се в близко кафене, от където е изведен от турски агенти през  задната врата към тоалетните. Отведен е в турско кафене, откъдето друга група го завежда в джамия. След края на молитвата е отведен в една къща и турското посолство в Канбера е уведомено за неговото бягство.  След това посолството информира за ситуацията премиера Тургут Йозал, който нарежда щангистът да бъде незабавно доведен в Турция. Той е откаран в Турското посолство в Лондон. Тайфун Байиндир, мениджър на спортната секция на турския всекидневник Milliyet, заявява, че дезертьорството на българския спортист е било планирано през предходната година чрез секретни бележки . Тургут Йозал изпраща личния си самолет и делегация от Анкара, за да приберат Наум в Турция. Щангистът решава да остане в Турция и получава подкрепата на турските власти, а името му е променено на Наим Сюлейманоглу. НРБ налага вето за участията му в турнири за една година, но впоследствие е допуснат на Олимпиадата в Сеул през 1988 година и получава парична компенсация от 1 250 000 долара от турската федерация. 
Наим Сюлейманоглу печели с екипа на Турция 5 световни и 4 европейски титли. За Турция той спечелва златни медали на Олимпийските игри през 1988, 1992 и 1996 година. На Олимпиадата в Сидни през 2000 година прави три неуспешни опита в изхвърлянето и записва нула, след което прекратява състезателната си кариера.

## Постижения и признание
През 1998 година Международната федерация по вдигане на тежести го определя за Щангист № 1 на ХХ век – 3-кратен олимпийски, 7-кратен световен (2 пъти за България), 7-кратен европейски (3 пъти за България) шампион и 3-кратен носител на Световната купа (всичките за България). През кариерата си Наим е поставил 46 световни рекорда за мъже (26 от името на България).
Умира на 18 ноември 2017 г. от мозъчен кръвоизлив на 50-годишна възраст. На 26 юли 2019 г. в Момчилград е открит паметник и спортен комплекс на името на Наим. На монумента пише: „Наим Сюлейманоглу – щангист, шампион на всички времена, прославил България и Турция“, след което са изброени най-големите успехи на прочутия тежкоатлет.